# Scandalo (film 1934)
Scandalo (Glamour o Edna Ferber's Glamour) è un film del 1934 diretto da William Wyler.
La sceneggiatura è basata su un racconto di Edna Ferber pubblicata nel Marzo 1932 sulla rivista Hearst's International-Cosmopolitan.

## Trama
Determinata a diventare una star, la bella Linda Fayne perseguita Victor Banki, un compositore, chiedendogli di scrivere una canzone per lei. Lui, alla fine, cede: innamorato della ragazza, cerca di insegnarle il mestiere ma Linda, in realtà, non è un grande talento, né come cantante, né come ballerina. I due si sposano. Un giorno, Linda legge su una rivista che una diva cinematografica è molto migliorata come attrice dopo la nascita del figlio e decide sui due piedi che anche lei diventerà madre. In effetti, dopo aver avuto il bambino, Linda diventa famosa, braccata da fan, giornalisti, fotografi. La donna trascura il figlio Stevie, che viene affidato a una tata. Quando Linda conosce Lorenzo Valenti, un talento emergente, lascia per lui il marito e parte per l'Inghilterra. Lì, Lorenzo diventa una star, mentre Linda è felice di fargli da segretaria. Un giorno, però, scopre che lui la tradisce. Delusa, torna negli Stati Uniti da Victor e dal piccolo Stevie. Il bambino, ammalato, morirà di polmonite. Victor è distrutto dal dolore e ora, da quando è stato abbandonato dalla moglie, è anche incapace di comporre. Quando lei riceve un telegramma di Lorenzo che le chiede perdono, Linda si rende conto di essere ancora legata al marito e decide di restargli accanto.

## Produzione
Il film fu prodotto dall'Universal Pictures che, secondo Hollywood Reporter, inizialmente voleva affidare la regia del film a Lois Weber e il ruolo da protagonista a Doris Kenyon ma la compagnia tornò sulla sua decisione non volendo rovinare la luna di miele dell'attrice.

### Colonna sonora
- La canzone Heaven on Earth è scritta da Roy Turk e Harry Akst.
- Glamour è cantata da Philip Reed.

### Distribuzione
Il copyright del film, richiesto dalla Universal Pictures Corp., fu registrato il 31 marzo 1934 con il numero LP4585.
Distribuito dall'Universal Pictures e presentato da Carl Laemmle, il film uscì nelle sale statunitensi il 9 aprile 1934 con il titolo originale Glamour. In Svezia fu distribuito il 6 ottobre dello stesso anno come Passion, mentre in Francia, ribattezzato Fascination, uscì il 15 marzo 1935. Secondo una recensione apparsa su Variety, tra la prima a Hollywood e la proiezione e New York, il film fu tagliato di quindici minuti.